# پهناب
پهناب نام منطقه‌ای متشکل از چند روستا در دهستان سیاهرود شهرستان جویبار و واقع در ۹ هزارگزی شمال شرقی شهر جویبار و شمال غربی شهر ساری در استان مازندران است.

## نام
وجه تسمیه پهناب (پهن+آب) در قدیم به علت فراوانی و گستردگی حوضه‌های بزرگ ذخیرهٔ آب‌های سطحی در قسمت‌های بسیار پهناوری از این منطقه می‌باشد. در زبان بومی به این حوضه‌های آبی «اِندوون» (یعنی محل گود و وسیعی که آب به حجم زیاد در آن ذخیره شده‌است) گفته می‌شود، که امروزه از آن‌ها برای پرورش انواع مختلف ماهیان و آبزیان استفاده می‌شود.
جمعیت این روستا بالغ بر ۳۲۰۰ نفر است که عمدتاً کشاورز می‌باشند. این منطقه دارای بیش از ۲۰۰۰ هکتار زمین زراعی است و رود «سیاهرود» از کنار آن می‌گذرد. این منطقه به دلیل غنای ذخایر آب‌های سطحی و زیر زمینی (رود، چاه و حوضچه‌های وسیع آبی)، حتی در زمان‌های خشکسالی، از بهترین و ایده ال‌ترین مناطق استان مازندران و حتی دنیا برای کار زراعت و باغداری به حساب می‌آید. به دلیل خلوص بالای آب‌های زیر زمینی این منطقه، هم‌اکنون از چاه‌های واقع در آن برای تأمین مقدار زیادی از آب شرب مناطق اطراف و شهر ساری استفاده می‌گردد. محصولات این منطقه: انواع مرکبات و برنج، پنبه، غلات، سیفیجات، کنجد و ...
محله‌های پهناب: آزادبن، طالش محله، پهناب محله، ماندی محله، کیامحله، ترک محله، عشیر سر، شاهرضا و زاهد محله البته محله‌هایی هم بر اثر عوامل مختلف از بین رفته‌است مثل راجی کلاً و قادی محله.
هم اکنون اقوام و عشیره‌های مختلفی به آنجا کوچ کرده و ساکن شده‌اند.